# Argyreia vahibora
Argyreia vahibora är en vindeväxtart som beskrevs av T. Deroin. Argyreia vahibora ingår i släktet Argyreia och familjen vindeväxter. Inga underarter finns listade i Catalogue of Life.